# Siège de Thuin (1794)
Première Coalition
Guerres de la Révolution française
Batailles
Le Siège de Thuin (ou prise de Thuin), qui a lieu le 21 floréal an II (10 mai 1794), pendant la première Coalition, oppose les troupes françaises du général Marceau, aux troupes autrichiennes.

## Préambule
Le général Pichegru, convaincu de l'inutilité d'opérer sur le centre de la ligne ennemie, et de l'avantage qu'il retirerait en agissant à la fois sur ses deux ailes, ne laissa que les garnisons nécessaires dans les places de Saint-Quentin, Péronne, Guise et autres villes du centre, fait venir vingt mille hommes des troupes qui avaient été battues à Cambrai, et envoie une division, commandée par le général Desjardin, sur la Sambre, afin d'appuyer les mouvements de l'armée des Ardennes.
Le général Charbonnier, après s'être emparé de Bossut, où il avait fait camper ses troupes, ordonne au général Marceau de marcher sur la petite ville de Thuin, sur la Sambre.

## Le siège
Les Autrichiens postés en avant de cette place, qu'ils avaient retranchée et fortifiée pour défendre le passage de la Sambre, n'opposèrent qu'une faible résistance à l'avant-garde, et se hâtèrent de se renfermer dans la ville.
Le général Marceau ne tarda pas à faire attaquer cette dernière, et malgré le manque d'artillerie pour faire taire celle de l'ennemi, plein de confiance dans l'intrépidité de ses soldats il leur ordonne de
s'emparer des retranchements. Il est obéi et tous les ouvrages qui défendaient Thuin sont emportés, et les Autrichiens, après une perte assez considérable en morts et en blessés, évacuent cette ville le 10 mai.

## Bilan
Le lendemain, le général Charbonnier fait passer la Sambre à son armée, et continue son invasion dans le comté de Namur.